# Bogoródskoie (Iúriev-Polski)
|  | Per a altres significats, vegeu «Bogoródskoie». |

Bogoródskoie (en rus: Богородское) és un poble de l'óblast de Vladímir, a Rússia, segons el cens del 2010 tenia 2 habitants. Pertany al districte municipal de Iúriev-Polski.